# Chris Kempers
Chris Kempers (Mönchengladbach, 7 januari 1965) is een Duitse zangeres.

## Biografie
Kempers nam in 1988 deel aan Ein Lied für Dublin, de West-Duitse preselectie voor het Eurovisiesongfestival 1988. Als lid van de groep Rendezvous bracht ze Du bist ein Stern für mich. Rendezvous eindigde op de tiende plaats. Begin 1990 trad ze aan in een muziekprogramma, alwaar ze een imitatie bracht van Jennifer Rush. Dit werd opgemerkt door componist Ralph Siegel, die haar aanbood om een lied van zijn hand te brengen in de nationale preselectie, in een duet met de Joegoslaaf Daniel Kovac. Met het nummer Frei zu leben won het duo de nationale finale, waardoor het naar het Eurovisiesongfestival 1990 mocht in het Joegoslavische Zagreb. Daar eindigde het duo als negende op 22 deelnemers.
Na haar passage op het Eurovisiesongfestival trachtte Kempers haar muzikale carrière verder uit te bouwen in musicals en als achtergrondzangeres, maar tot een echte doorbraak kwam het nooit. Hierdoor besliste ze al gauw een punt te zetten achter haar muzikale avontuur.
1956: Freddy Quinn + Walter Andreas Schwarz · 
1957: Margot Hielscher · 
1958: Margot Hielscher · 
1959: Alice & Ellen Kessler · 
1960: Wyn Hoop · 
1961: Lale Andersen · 
1962: Conny Froboess · 
1963: Heidi Brühl · 
1964: Nora Nova · 
1965: Ulla Wiesner · 
1966: Margot Eskens · 
1967: Inge Brück · 
1968: Wenche Myhre · 
1969: Siw Malmkvist · 
1970: Katja Ebstein · 
1971: Katja Ebstein · 
1972: Mary Roos · 
1973: Gitte · 
1974: Cindy & Bert · 
1975: Joy Fleming · 
1976: Les Humphries Singers · 
1977: Silver Convention · 
1978: Ireen Sheer · 
1979: Dschinghis Khan · 
1980: Katja Ebstein · 
1981: Lena Valaitis · 
1982: Nicole · 
1983: Hoffmann & Hoffmann · 
1984: Mary Roos · 
1985: Wind · 
1986: Ingrid Peters · 
1987: Wind · 
1988: Maxi & Chris Garden · 
1989: Nino de Angelo · 
1990: Chris Kempers & Daniel Kovac · 
1991: Atlantis 2000 · 
1992: Wind · 
1993: Münchener Freiheit · 
1994: Mekado · 
1995: Stone & Stone · 
1997: Bianca Shomburg · 
1998: Guildo Horn & Die Orthopädischen Strümpfe · 
1999: Sürpriz · 
2000: Stefan Raab · 
2001: Michelle · 
2002: Corinna May · 
2003: Lou · 
2004: Max · 
2005: Gracia · 
2006: Texas Lightning · 
2007: Roger Cicero · 
2008: No Angels · 
2009: Alex Swings Oscar Sings · 
2010: Lena Meyer-Landrut · 
2011: Lena Meyer-Landrut · 
2012: Roman Lob · 
2013: Cascada · 
2014: Elaiza · 
2015: Ann Sophie · 
2016: Jamie-Lee Kriewitz · 
2017: Levina · 
2018: Michael Schulte · 
2019: S!sters · 
2021: Jendrik Sigwart · 
2022: Malik Harris · 
2023: Lord of the Lost · 
2024: Isaak · 
2025: Abor & Tynna
- Gemeinsame Normdatei: 134668081
- International Standard Name Identifier: 0000 0000 5845 3281
- MusicBrainz: 510cfb94-156e-499a-84d6-961d434ec547
- Virtual International Authority File: 79721828
- WorldCat: E39PBJwHdQpX4bKkyq3k3hfg8C